# Central eléctrica de Gaza
La Central Eléctrica de Gaza es una central eléctrica palestina y la única en la Franja de Gaza.

## Especificaciones técnicas
La central eléctrica de Gaza incluye cuatro generadores eléctricos que en conjunto proporcionan aproximadamente entre 85 y 95 megavatios de electricidad. El cuarto generador de electricidad se inauguró y puso en funcionamiento el 1 de agosto de 2023, con financiación del Estado de Qatar.

## fecha
El 28 de junio de 2006, Israel destruyó la estación bombardeando sus seis transformadores con varios misiles, tras la captura del soldado israelí Gilad Shalit, antes de que la estación fuera reconstruida posteriormente.
Durante la Guerra de Gaza de 2014, Israel bombardeó la estación en julio de 2014, lo que provocó el cese total de su trabajo.

## Guerra palestino-israelí 2023
Tras el estallido de la batalla entre Hamás e Israel el 7 de octubre de 2023, la estación se quedó sin combustible y dejó de funcionar por completo el 11 de octubre de 2023.